# 平安镇站
平安镇站是位于中國吉林省白城市平安镇的铁路车站，邮政编码137002，建于1931年，有白阿铁路经过该站，现办理客货运。车站距离白城站29公里，隶属沈阳铁路局，是四等站。